# منر (مجلة)
مينير (بالألمانية: Männer الرجال) مجلة نمط عيش ألمانية للمثليات، والمثليين، ومزدوجي الميول، والمتحولين جنسيًا، تصدر عن دار نشر برونو غموندر الألمانية. طوال الفترة ما بين 1989 حتى 2007، كانت المجلة تنشر باسم  مينير أكتوئيل .

## تاريخ
تأسست المجلة سنة 1987. ومن أبرز كتابها (في الماضي والحاضر) كل من كيفن كلارك، بيتر ريبرغ، فرانك هيرمن، يورغين بينيك، وثيلو كيلر.

## روابط إضافية
- موقع مينير الرسمي (بالألمانية)
- Bruno Gmünder Verlag